# Tandem-Solarzelle
Eine Tandem-Solarzelle (auch: Stapelsolarzelle, Mehrfachsolarzelle; englisch: multi-junction solar cell) besteht aus zwei oder mehr Solarzellen aus verschiedenen Materialien, die übereinander geschichtet sind. Man unterscheidet zwischen mechanisch gestapelten Tandem-Solarzellen, bei denen die Materialien voneinander getrennt sind und monolithischen Solarzellen, bei denen alle Solarzellen auf demselben Substrat aufgebaut werden. Die dem Licht zugewandte oberste Teil-Solarzelle absorbiert Licht mit einer kurzen Wellenlänge (gleichbedeutend mit einer hohen Energie) und lässt langwelligeres Licht hindurch. Die zweite darunter angeordnete Solarzelle absorbiert wiederum einen Teil des Spektrums bis zu einer Grenzwellenlänge, welche bei Halbleitern durch die sogenannte Bandlückenenergie bestimmt wird. So können grundsätzlich beliebig viele Teil-Solarzellen übereinander angeordnet werden. Zweck dieser Anordnung ist es, den Wirkungsgrad der Umwandlung des Sonnenlichts in elektrischen Strom im Vergleich zu Einfachsolarzellen zu erhöhen. Dies erreicht man einerseits dadurch, dass kurzwelliges (hochenergetisches) Licht in den obersten Teil-Solarzellen eine höhere Spannung erzeugt. Andererseits kann die Absorption im langwelligeren (niederenergetischeren) Spektralbereich durch darunter angeordnete Teil-Solarzellen erweitert werden. Es wird in einer Tandem-Solarzelle also sowohl der Absortionsbereich im Vergleich zu einer Einfachsolarzelle erweitert, als auch die Effizienz der Umwandlung im kurzwelligen Spektralbereich erhöht.
Die höchsten Wirkungsgrade werden heute mit Tandem-Solarzellen aus III-V Halbleiterverbindungen erreicht. Übertragen auf organische Solarzellen werden unter dem Begriff auch Kombinationen verschiedener organischer Materialien mit ebenfalls unterschiedlichem Absorptionsverhalten verstanden. Neue Konzepte setzen auf die Kombination einer Si Unterzelle mit Teil-Solarzellen aus III-V Verbindungshalbleitern oder Perovskiten.

## Vorteil einer Tandem-Solarzelle

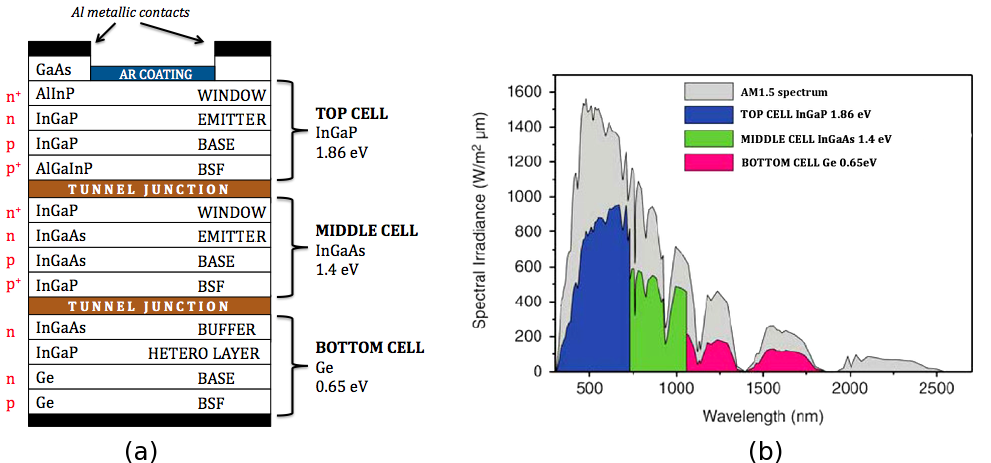
Schnittdarstellung durch eine Tandem-Solarzelle (a) und Wellenlängenbereiche der Absorption der einzelnen Schichten (b)

Herkömmliche Einfachsolarzellen können das einfallende Lichtspektrum der Sonne nicht optimal nutzen. Der Teil des Sonnenspektrums, dessen Energie kleiner ist als diejenige der Bandlücke des verwendeten Halbleitermaterials, kann nicht absorbiert und in Strom umgewandelt werden. Wird dagegen Licht mit einer Energie größer als die Bandlücke absorbiert, wird die überschüssige Energie in Wärme umgesetzt (Thermalisation). Eine optimale Umwandlung erfolgt für Strahlung, deren Energie derjenigen der Bandlücke entspricht. Eine Tandem-Solarzelle kombiniert nun Solarzellen aus mehreren Materialien, welche für jeweils einzelne Spektralbereiche optimale Bandlücken aufweisen.

## Materialien
Tandem-Solarzellen können sowohl indirekte Halbleiter wie Silizium oder Germanium enthalten, als auch Kombinationen aus direkten III-V-Halbleitern, Perovskiten, amorphen oder mikroskristallinen Absorberschichten. Ziel ist es, das breitbandige Sonnenlicht in einer Kaskade von Teil-Solarzellen mit absteigender Bandlückenenergie zu absorbieren. Die oberen Teil-Solarzellen sind hierbei für das Licht, welches in den darunter liegenden Teil-Solarzellen absorbiert werden soll, transparent. Die Teil-Solarzellen sind in einer monolithischen Anordnung über Tunneldioden seriell verschaltet und haben daher meist zwei externe Kontakte, identisch zu einer herkömmlichen Einfachsolarzelle. Bei mechanisch übereinander gestapelten Tandem-Solarzellen findet man hingegen Konfigurationen mit separaten Kontakten für jede Teil-Solarzelle. Durch geeignete Bauweise kann zusätzlich dafür gesorgt werden, dass die Photonen des Sonnenlichts durch Reflexion in den jeweiligen Schichten gehalten werden (Photonen-Recycling).
- Galliumindiumphosphid-Galliumindiumarsenid-Germanium: Die am weitesten verbreitete Tandem-Solarzelle besteht aus drei übereinander gestapelten Teil-Solarzellen aus GaInP, GaInAs und Ge. Solche Solarzellen finden zum Beispiel Anwendung zur Stromversorgung von Satelliten, aber auch in Konzentrator PV Kraftwerken. Diese monolithischen Solarzellen erreichten 2001 einen Wirkungsgrad von 31 %, der bis 2009 auf 41,1 % gesteigert werden konnte.[2][3]
- Galliumindiumphosphid-Galliumarsenid-Galliumindiumarsenidphosphid-Galliumindiumarsenid: Vierfachsolarzellen aus diesen III-V Halbleitern (abgekürzt GaInP, GaAs, GaInAsP, GaInAs) erreichen 46.1 % Wirkungsgrad bei 312-facher Konzentration des Sonnenlichts[4].
- Silizium-Silizium: Hier werden momentan meistens Kombinationen von Schichten aus amorphen (a-Si) und mikrokristallinem (µc-Si) Silizium verwendet. Die Topzelle (a-Si) absorbiert das Licht hauptsächlich im Bereich 400 bis 600 nm, die Bottomzelle (µc-Si) im Bereich 500 bis 1100 nm.[5] Es werden aber auch Tandem-Solarzellen mit zwei amorphen Schichten (a-Si–a-Si) hergestellt.
- Galliumindiumphosphid-Galliumarsenid-Silizium: Neueste Entwicklungen erlauben es, III-V-Solarzellen mit Silizium-Solarzellen zu verbinden. Hier wurden Wirkungsgrade von 30,2 % unter dem AM1.5g Sonnenspektrum ohne Konzentration erreicht[6].

## Forschung und Produktion
Im November 2012 betrug der Effizienz-Weltrekord für Mehrfachsolarzellen 44 %. Das erste Jahrzehnt des 21. Jahrhunderts zeigt eine Trennung von Forschung und Produktion der Solarzellentechnik. Unterstützt von der Förderung von erneuerbaren Energien der US-Obama-Regierung wurde zur Solarzellentechnologie an der Rice University geforscht und Patente angemeldet. Die Firma Stion wurde vom US-Nationallabor für erneuerbare Energien (NREL) mit Forschungsmitteln in Höhe von einer Million US-Dollar unterstützt. Die Firma Natcore entwickelte auf der Basis der Forschungsergebnisse Produktionsverfahren und vermittelt diese Verfahren an Solarzellenhersteller. Nach Angaben von Natcore sind mit dieser Technologie Tandemsolarzellen mit einem Wirkungsgrad von über 30% wirtschaftlich herstellbar. Im März 2011 wurde von Natcore ein Technologietransfer mit dem chinesischen Solarzellenhersteller TLNZ Solar Technology in Hunan beschlossen. Der Inhalt dieser Vereinbarung betrifft Tandemsolarzellen und industrielle Fertigung von schwarzem Silicium. In Deutschland wurde 2005 von Siemens das Patent DE 10326547 (A1) zu Tandemsolarzellen angemeldet. Seit 2007 wird von Wissenschaftlern an Solarzellen der dritten Generation mit Forschungsmitteln des Thüringer Wissenschaftsministeriums gearbeitet. In der Schweiz entwickelte die Oerlikon Solar bis ca. 2012 Technologien und Produktionsanlagen zu "Micromorph-Tandem-Solarzellen". 2015 ist es dem Helmholtz-Zentrum Berlin (HZB) und der Eidgenössischen Materialprüfungs- und Forschungsanstalt gelungen, Perowskit-Silizium-Tandemzellen herzustellen, mit einer Topzelle aus Perowskit und einer Silizium-Bottomzelle. Dem HZB ist 2022 ein neuer Weltrekord mit 32,5 % Wirkungsgrad gelungen.

## Anwendungen
Wegen der teuren und aufwändigen Herstellungsverfahren wurden Tandem-Solarzellen früher nur in extraterrestrischen Anwendungen (z. B. Satelliten) verwendet. Mit Konzentrator-Systemen lässt sich das Sonnenlicht bündeln, so dass nur noch ein geringer Anteil an Halbleitermaterial benötigt wird. Damit lassen sich auch effektive Photovoltaikanlagen aus Solarmodulen auf der Erde konstruieren. Diese benötigen eine mechanische Nachführung, um das mit Linsen gebündelte Sonnenlicht auf den einzelnen Solarzellen fokussiert zu lassen.
Durch die Nutzung von neuen Anlagentechnologien wurde die Herstellung der Tandem-Solarzellen auf Basis von Silizium aber auch für übliche terrestrische Anwendungen attraktiv. Es gibt Hersteller in Deutschland, Japan und den USA.